# غامبيا في الألعاب الأولمبية
غامبيا في الألعاب الأولمبية تقوم اللجنة الأولمبية الوطنية الغامبية بالإشراف في شؤون مشاركة غامبيا في الألعاب الأولمبية، شاركت غامبيا أول مرة في الألعاب الأولمبية في دورة 1984 في لوس أنجلوس في الولايات المتحدة، لم تفز غامبيا حتى الآن بأي ميدالية أولمبية.